# كأس ويلز 1959–60
كأس ويلز 1959–60 (بالإنجليزية: 1959–60 Welsh Cup)‏ هو موسم من كأس ويلز. فاز فيه نادي ريكسهام.